# リッキー・ルビオ
リッキー・ルビオ（Ricky Rubio）ことリカルド・ルビオ・イ・ビベス（Ricard Rubio i Vives、1990年10月21日 - ）は、スペイン・カタルーニャ州バルセロナ県アル・マズノウ出身のプロバスケットボール選手。ポジションはポイントガード。

## 経歴

### 下部組織時代
1995-2001年まで地元アル・マズノウのバスケットボールチームでプレイする。2002年に2歳年上の兄(マーク・ルビオ)が既に所属していたホベントゥット・バダローナの下部組織に入団。2002-2004年までインファンティルA(対象年齢13歳～14歳)のカテゴリーでプレイ。2004-2005年にはカデッテA(対象年齢15歳～16歳)のカテゴリーに昇格してプレイ。2005年にはジュニア欧州選手権(アルバート・シュヴァイツァー・トーナメント)で銅メダルを獲得。

### スペインリーグ時代

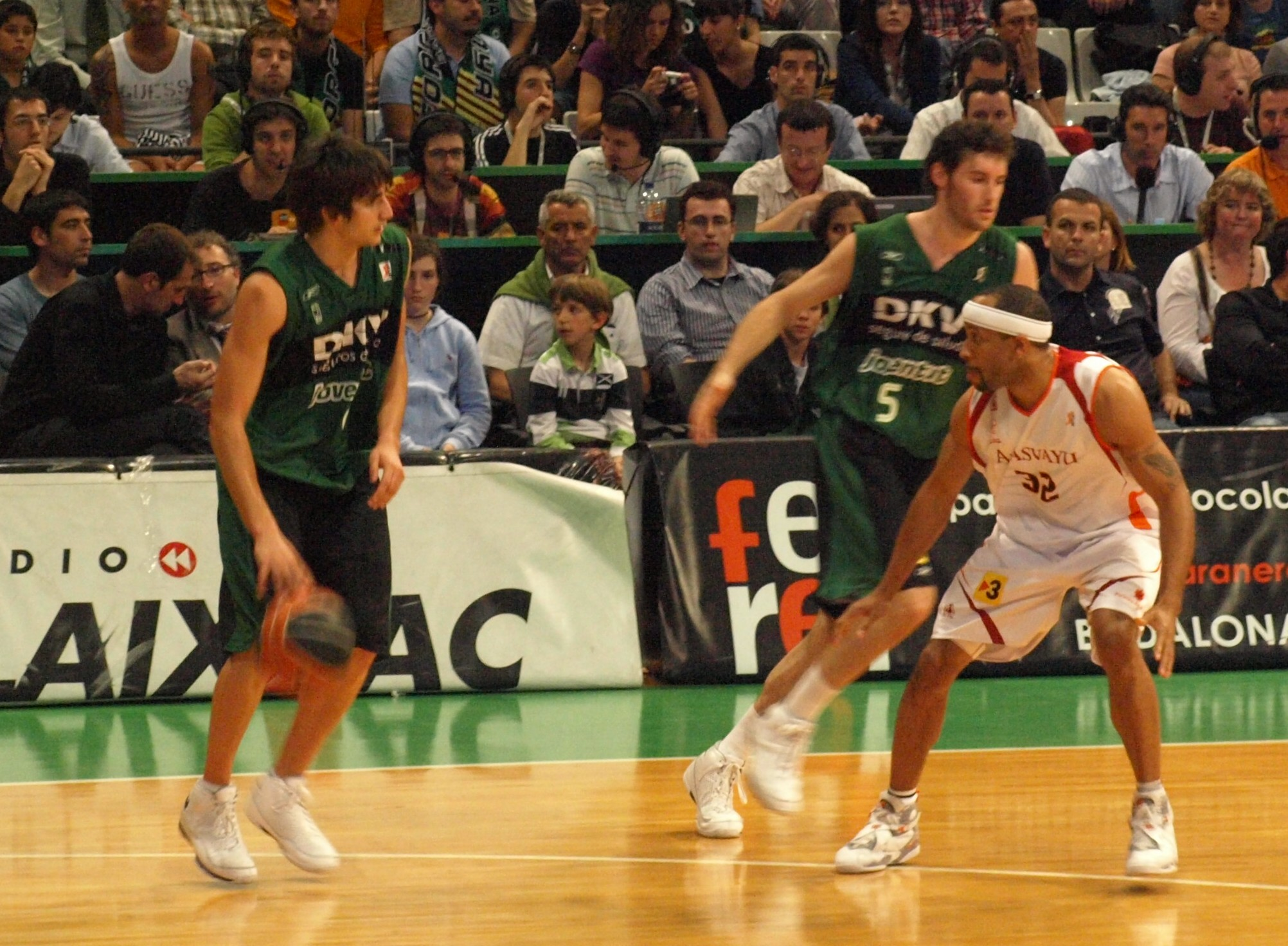
(左)9番ルビオと(右)32番モーリス・ホワイトフィールド(CBジローナ所属)のマッチアップ。2007-08リーガACBプレイオフ1回戦第3戦目(バダローナのホームアリーナ)。(中央)5番はルディ・フェルナンデス

2005年10月15日のリーガACB開幕戦にて史上最年少となる14歳11ヶ月24日でプロデビュー。
15歳で参加した2006年FIBA U-16ヨーロッパ選手権では開幕戦でトリプルダブル(24得点11リバウンド10アシスト)を記録し、準決勝のvsクロアチア戦では19得点10リバウンド13アシスト11スティールでクアドルプルダブル達成、決勝のvsロシア戦では51得点24リバウンド12アシスト7スティールと大活躍し、スペインの優勝に貢献。自身も大会MVPを受賞。
16歳ながら参加した2007年FIBA U-18ヨーロッパ選手権(2007年8月3日～12日)では、1試合平均22分の出場で、19.1得点5リバウンド4.8アシスト4スティールの活躍で大会ベスト5に選出される。
2006-07シーズンのリーガACBにてJugador Revelaciónとスティール王(1試合平均2.3個)を獲得。
2006-07シーズンのユーロバスケットにも出場。
2007-08年コパ・デル・レイ(スペイン国王杯)で優勝。

同シーズンのULEBカップでも優勝。
2007年、22歳以下の選手で最も優秀な選手に与えられる、FIBA欧州最優秀ヤングプレイヤー賞を受賞。
2008年7月18日、17歳8ヶ月28日という若さでスペイン代表デビューを果たし、北京オリンピックにも出場。全試合出場し、銀メダルを獲得した。また、オリンピックの決勝戦でスターターを務めた史上最年少の記録を更新した。
2008-2009シーズンは、ルビオと共にバックコートでコンビを組んできたチームのエース、ルディ・フェルナンデスが移籍したのを筆頭に、他にも大幅にメンバーが入れ替わった。
2008年10月初旬の検査で、北京オリンピック決勝戦で痛めていた右手首が靭帯損傷している事が判明。2008-2009シーズン開幕後も、登録ロスターから外れ、治療に専念。自チームの試合も私服で観戦。
2008年12月上旬、右手首にまだギプスらしきものを着用しながらも試合に復帰。しかし、やはりまだ完治しきっていないのか、2～3分の出場に留まっている。
その後、2008－2009ユーロリーグにも出場したが、国内リーグ同様怪我の影響の為、少ない出場時間となった。ルビオの前半の離脱や主力の怪我も響き、バダローナの2008-2009ユーロリーグは予選グループで敗退となった。
2008年FIBA欧州最優秀ヤングプレイヤー賞を昨年度に続き2年連続で受賞。
2009年のNBAドラフトにエントリーし、1巡目全体5位でミネソタ・ティンバーウルブズに指名される。
2009年9月1日、FCバルセロナと6年契約を結び移籍した。
2009年ユーロバスケットにてスペイン初の金メダル獲得。
2009年スーペルコパ・デ・エスパーニャで優勝。2009-2010シーズンのリーガACB最優秀ディフェンス賞を受賞し、1stチーム入り。ユーロリーグでは移籍初年度でチームを優勝に導き、ライジングスターも受賞した。

### ミネソタ・ティンバーウルブズ
2011年7月、NBAのミネソタ・ティンバーウルブズと契約した。2011年12月26日のオクラホマシティ・サンダー戦で、21歳でNBAデビュー。月間最優秀若手選手賞に選ばれるなどの活躍を見せたが、2012年3月のロサンゼルス・レイカーズ戦で、コービー・ブライアントと接触した際に左膝前十字靭帯を断裂。この怪我の手術によって残りのルーキーシーズンを終えた。またロンドンオリンピック欠場を余儀無くされた。
2013-14シーズンはスティール王のクリス・ポールより37個も多いスティールを記録したものの、タイトル獲得を逃した（1試合平均では0.15余り下回ったため）。
2014-15シーズン、2014年10月31日に、ウルブスと4年5600万ドルで契約を延長した。
2015-16シーズン、2015年12月16日のニューヨーク・ニックス戦では9得点・10リバウンド・12アシスト・8スティールを記録し、クアドルプル・ダブル達成にあと一歩まで迫った。2016年3月11日のオクラホマシティ・サンダー戦では、第4クォーター残り0.2秒の場面から、決勝の3ポイントシュートを決めた。
2016-17シーズン、2017年3月13日のワシントン・ウィザーズ戦では、22得点に加え19アシストを記録し、ティンバーウルブズにおけるアシスト数の1試合のチーム新記録を樹立した。

### ユタ・ジャズ
2017年7月1日、将来のドラフト指名権との交換トレードでユタ・ジャズに移籍した。自身初のNBAプレーオフとなった2018年のプレーオフ1回戦、対オクラホマシティ・サンダーの第3戦でトリプル・ダブルとなる26得点、11リバウンド、10アシストを記録、試合は115-102で勝利した。ジャズの選手がプレーオフでトリプル・ダブルを記録するのは2001年のジョン・ストックトン以来となった。2018-19シーズン終了後にFAとなった。

### フェニックス・サンズ
2019-20シーズンの開幕前、フェニックス・サンズと3年5100万ドルで契約を結んだ。2020年3月8日のミルウォーキー・バックス戦で25得点・13リバウンド・13アシスト・3スティールのトリプルダブルの大活躍で、勝率1位の相手からの勝利に貢献した。

### ティンバーウルブズ復帰
2020年11月16日にクリス・ポールらとのトレードでケリー・ウーブレら複数選手と共にオクラホマシティ・サンダーへ移籍し、さらに2020年のNBAドラフト当日のトレードで古巣のティンバーウルブズに復帰した。

### クリーブランド・キャバリアーズ
2020-21シーズンのオフには2021年の東京オリンピックにスペイン代表として参加し、大会得点王に輝くなど活躍していたが、その最中の8月3日にトーリアン・プリンスとドラフト指名権とのトレードで、クリーブランド・キャバリアーズへ移籍した。過去2年で3度目のトレードとなり、今後は家族を優先しFAとなる2022年のオフにヨーロッパ復帰を考えていることを明らかにした。
2021-22シーズン開幕後、11月7日のニューヨーク・ニックス戦ではキャリアハイを更新する37得点に加え10アシストを記録し、リーグ史上初の「ベンチスタートからの30得点10アシスト」を達成した。しかし、12月28日のニューオーリンズ・ペリカンズ戦で左膝の前十字靱帯を断裂し、シーズン終了となった。重傷後のインタビューにて、再び母国リーグに復帰することを視野に入れていると明かした。
2022年2月7日にカリス・レヴァートとのトレードで、複数のドラフト指名権と共にインディアナ・ペイサーズへ放出された。前述の怪我の影響で、移籍後は試合に出場することはなかった。その後、オフの7月8日にキャバリアーズと3年契約を結んだ。
2024年1月4日に双方合意の上でキャバリアーズとの契約解消に合意した。その後、自身のSNS上でNBAからの引退を表明した。

### 母国リーグに復帰(2024-)
2024年2月6日、古巣のFCバルセロナ・バスケットと2023-24シーズン終了までの契約を締結した。
2023-24シーズン終了後にバルセロナを退団し、2024-25シーズンはどのチームでもプレーしなかった。
2025年7月22日、BCLとリーガACBに所属するへホベントゥート・バダロナへ加入すると発表された。契約期間は1年。

## プレースタイル
スリーポイントシュートも含めたシュート能力は決して高くない(しかし、ジャズやサンズ時代は35パーセントを超えていた)ものの、卓越したパス能力とディフェンス (特にスティール) に関して長けている。

## 個人成績

### NBA

#### レギュラーシーズン
| シーズン | チーム | GP  | GS  | MPG  | FG%  | 3P%  | FT%  | RPG | APG | SPG | BPG | PPG  |
| -------- | ------ | --- | --- | ---- | ---- | ---- | ---- | --- | --- | --- | --- | ---- |
| 2011–12  | MIN    | 41  | 31  | 34.2 | .357 | .340 | .803 | 4.2 | 8.2 | 2.2 | .2  | 10.6 |
| 2012–13  | MIN    | 57  | 47  | 29.7 | .360 | .293 | .799 | 4.0 | 7.3 | 2.4 | .1  | 10.7 |
| 2013–14  | MIN    | 82  | 82  | 32.2 | .381 | .331 | .802 | 4.2 | 8.6 | 2.3 | .1  | 9.5  |
| 2014–15  | MIN    | 22  | 22  | 31.5 | .356 | .255 | .803 | 5.7 | 8.8 | 1.7 | .0  | 10.3 |
| 2015–16  | MIN    | 76  | 76  | 30.6 | .374 | .326 | .847 | 4.3 | 8.7 | 2.1 | .1  | 10.1 |
| 2016–17  | MIN    | 75  | 75  | 32.9 | .402 | .306 | .891 | 4.3 | 9.1 | 1.7 | .1  | 11.1 |
| 2017–18  | UTA    | 77  | 77  | 29.3 | .418 | .352 | .866 | 4.6 | 5.3 | 1.6 | .1  | 13.1 |
| 2018–19  | UTA    | 68  | 67  | 27.9 | .404 | .311 | .855 | 3.6 | 6.1 | 1.3 | .1  | 12.7 |
| 2019–20  | PHX    | 57  | 57  | 31.6 | .412 | .351 | .853 | 4.6 | 8.9 | 1.5 | .2  | 13.0 |
| 2020–21  | MIN    | 68  | 51  | 26.1 | .388 | .308 | .867 | 3.3 | 6.4 | 1.4 | .1  | 8.6  |
| 2021–22  | CLE    | 34  | 8   | 28.5 | .363 | .339 | .854 | 4.1 | 6.6 | 1.4 | .2  | 13.1 |
| 2022–23  | CLE    | 33  | 2   | 17.2 | .343 | .256 | .800 | 2.1 | 3.5 | .8  | .2  | 5.2  |
| 通算     | 通算   | 698 | 603 | 29.6 | .388 | .324 | .843 | 4.1 | 7.4 | 1.8 | .1  | 10.8 |

### プレーオフ
| シーズン | チーム | GP | GS | MPG  | FG%  | 3P%  | FT%  | RPG | APG | SPG | BPG | PPG  |
| -------- | ------ | -- | -- | ---- | ---- | ---- | ---- | --- | --- | --- | --- | ---- |
| 2018     | UTA    | 6  | 6  | 30.2 | .354 | .313 | .783 | 7.3 | 7.0 | 1.3 | .5  | 14.0 |
| 2019     | UTA    | 5  | 5  | 33.5 | .424 | .200 | .850 | 3.2 | 8.6 | 2.4 | .2  | 15.4 |
| 2023     | CLE    | 3  | 0  | 5.7  | .000 | ---  | ---  | 2.0 | 1.0 | .3  | .0  | 0.0  |
| 通算     | 通算   | 14 | 11 | 26.1 | .384 | .269 | .814 | 4.7 | 6.3 | 1.5 | .3  | 11.5 |

### リーガACB

#### レギュラーシーズン
| シーズン | チーム     | GP | GS | MPG    | FG%   | 3P%   | FT%   | RPG | APG | SPG | BPG | TO  | PPG  |
| -------- | ---------- | -- | -- | ------ | ----- | ----- | ----- | --- | --- | --- | --- | --- | ---- |
| 2005–06  | バダローナ | 10 | 1  | 7.9分  | 36.0% | 75.0% | 57.1% | 1.2 | 1.1 | 0.9 | 0.1 | 1.0 | 2.5  |
| 2006–07  | バダローナ | 33 | 1  | 19.3分 | 51.0% | 28.6% | 66.2% | 2.8 | 2.8 | 2.3 | 0.0 | 1.3 | 4.8  |
| 2007–08  | バダローナ | 34 | 15 | 23.3分 | 44.0% | 29.4% | 81.0% | 3.1 | 4.0 | 2.2 | 0.0 | 2.1 | 10.5 |
| 2008–09  | バダローナ | 22 | 12 | 22.7分 | 38.4% | 43.4% | 80.6% | 2.6 | 6.1 | 2.2 | 0.1 | 2.9 | 10.0 |
| 2009–10  | バルセロナ | 34 | 32 | 20.0分 | 45.2% | 40.0% | 76.9% | 2.6 | 4.4 | 2.0 | 0.1 | 1.6 | 6.6  |

#### プレーオフ
| シーズン | チーム     | GP | GS | MPG    | FG%   | 3P%   | FT%    | RPG | APG | SPG | BPG | TO  | PPG |
| -------- | ---------- | -- | -- | ------ | ----- | ----- | ------ | --- | --- | --- | --- | --- | --- |
| 2005–06  | バダローナ | 4  | 0  | 7.8分  | 50.0% | 50.0% | 100.0% | 0.3 | 0.3 | 1.3 | 0.0 | 0.5 | 2.8 |
| 2006–07  | バダローナ | 10 | 1  | 18.9分 | 42.9% | 11.1% | 82.3%  | 2.4 | 1.6 | 0.7 | 0.1 | 0.9 | 3.5 |
| 2007–08  | バダローナ | 5  | 1  | 22.0分 | 36.0% | 12.5% | 70.8%  | 3.8 | 3.4 | 1.0 | 0.0 | 1.4 | 8.2 |
| 2008–09  | バダローナ | 3  | 2  | 22.0分 | 45.5% | 28.6% | 80.0%  | 3.3 | 3.7 | 2.3 | 0.3 | 3.7 | 8.0 |
| 2009–10  | バルセロナ | 8  | 8  | 22.8分 | 42.9% | 22.7% | 75.0%  | 3.3 | 3.6 | 2.8 | 0.1 | 2.6 | 5.6 |

### ユーロリーグ
| シーズン | チーム     | GP | GS | MPG    | FG%   | 3P%   | FT%   | RPG | APG | SPG | BPG | TO  | PPG |
| -------- | ---------- | -- | -- | ------ | ----- | ----- | ----- | --- | --- | --- | --- | --- | --- |
| 2006–07  | バダローナ | 16 | 0  | 18.9分 | 16.7% | 46.4% | 76.7% | 2.4 | 2.8 | 3.2 | 0.1 | 1.9 | 3.6 |
| 2008–09  | バダローナ | 5  | 2  | 13.4分 | 28.6% | 33.3% | 62.5% | 2.4 | 2.8 | 1.8 | 0.2 | 2.4 | 2.4 |
| 2009–10  | バルセロナ | 22 | 22 | 20.9分 | 38.2% | 35.8% | 89.3% | 2.9 | 4.1 | 1.4 | 0.1 | 1.9 | 6.8 |

### ULEBユーロカップ
| シーズン | チーム     | GP | GS | MPG    | FG%   | 3P%   | FT%   | RPG | APG | SPG | BPG | TO  | PPG |
| -------- | ---------- | -- | -- | ------ | ----- | ----- | ----- | --- | --- | --- | --- | --- | --- |
| 2007–08  | バダローナ | 16 | 10 | 20.9分 | 36.0% | 60.7% | 77.1% | 3.4 | 4.5 | 2.4 | 0.1 | 2.5 | 7.6 |

### 1試合最多記録
- 得点：37（2021年11月8日[21]）
- リバウンド：13（2013年3月12日[22]、2017年3月4日[23]、2020年3月8日[24]）
- アシスト：19（2017年3月13日[25]）
- スティール：8（2013年4月30日[26]、2015年12月16日[27]）
- ブロック：2（多数）
- スリーポイント：8（2021年11月8日[28]）

## 人物

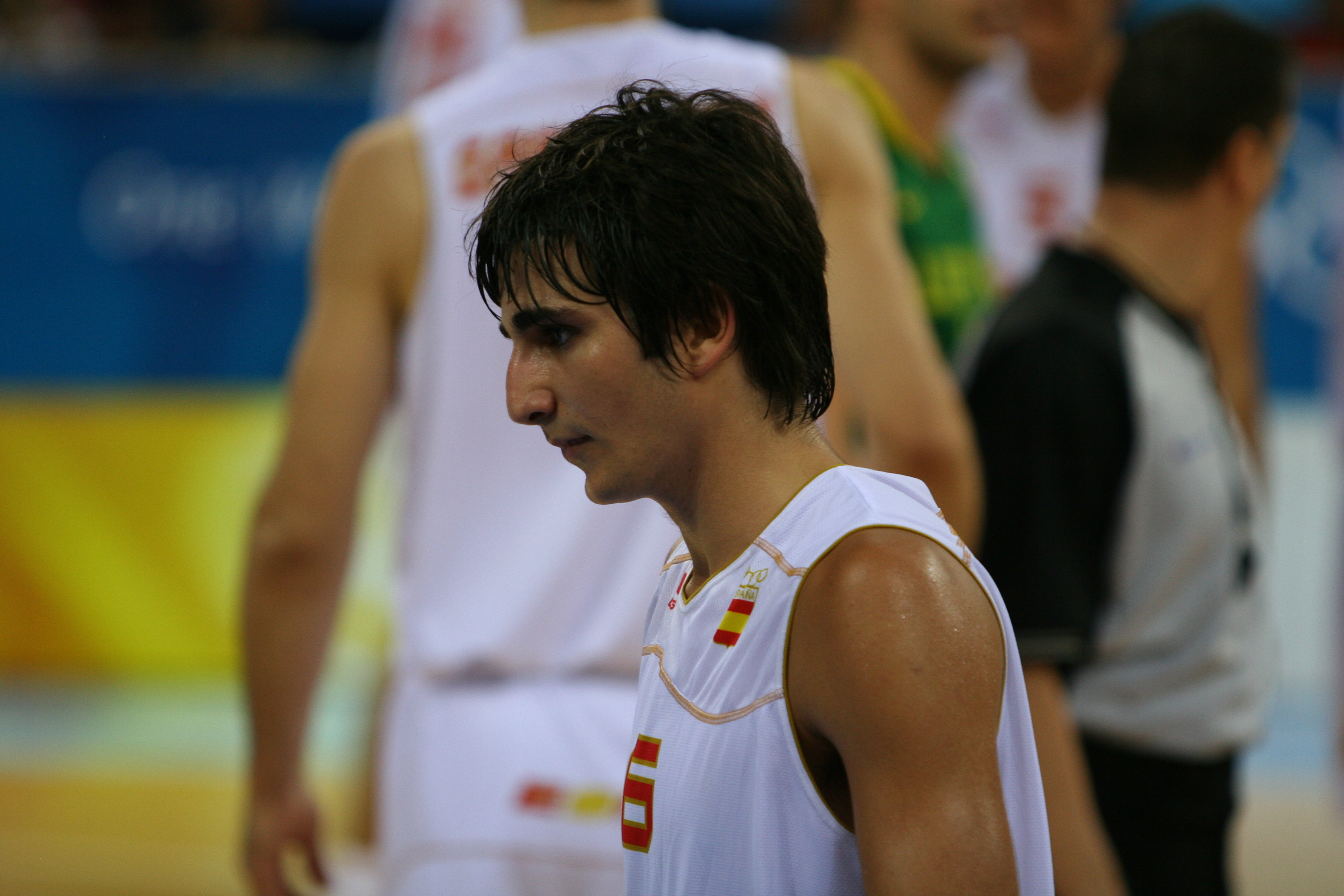
北京オリンピックでスペイン代表としてプレイするルビオ

- 両親と兄・妹・祖母の6人家族。2歳年上の兄(マーク・ルビオ)もスペイン国内リーグのチームでプレイするプロバスケットボール選手。4歳の時にバスケットボールを始める。始めた頃の彼のバスケの指導者は父親だった
- リーガACBでプロデビューした当時、プロバスケットボール選手であると同時に高校生でもあったため、平日は自宅のあるアル・マズノウから約20km離れたバルセロナ市内にある高校に通学していた。
- ウィングスパン(両腕を広げた幅)は206cmある。
- レブロン・ジェームズと同じく、バスケットボールに関することは右手で行い、食事や文字を書くのは左手で行う。
- 下部組織時代、その才能ゆえに、地元近くの名門FCバルセロナからスカウトが何度も来たが、拒否し続けた。(兄のマーク・ルビオがホベントゥット・バダローナに一足先に所属していた時、FCバルセロナに敗れるのを見て、自分が（倒してやる）と思ったらしい)
- 「精神年齢は実年齢プラス20歳」と評されるほど成熟しており、「何か問題を抱えた子は、彼(リッキー)に相談に行く」といわれていた。
- 趣味は音楽を聴くこと。試合前には必ず好きな音楽を聴いている。
- 本人曰く、性格はシャイ。その為、写真撮影は苦手。
- クリス・ポールがバルセロナに来た時、NBAについて色々と教えてもらったという。
- サッカーは RCDエスパニョール（FCバルセロナのライバル）のファン。
- キャリアを通じてメンタルヘルスの問題に悩まされている[29]。